# Sittard-Centrum
Sittard-Centrum is een wijk van Sittard.

## Ligging
Sittard-Centrum omvat de binnenstad van Sittard. Hieronder valt het gehele gebied binnen de voormalige middeleeuwse stadsomwalling inclusief de direct omliggende omgeving. Dit laatste omvat de voormalige schootsvelden, het terrein van het voormalige Maaslandziekenhuis en de buurten de Voorstad, het Stationskwartier, de Linde en het Drakenveld.
De binnenstad wordt aan alle kanten omsloten door stedelijke bebouwing, behalve aan de oostelijke zijde, waar het natuurgebied de Kollenberg is gelegen. Met de klok mee wordt Sittard-Centrum omsloten door de wijken Overhoven, Baandert en Stadbroek in het noorden, Vrangendael en het buitengebied in het oosten, Kollenberg-Park Leyenbroek en Ophoven in het zuiden en Limbrichterveld in het westen.
Door de binnenstad lopen twee waterlopen, de Geleenbeek en de Molenbeek. Deze zijn allebei deels overkluisd. Aan de noordzijde van het historisch stadscentrum is ook het water teruggebracht in de stadsgrachten. (Zie ook: Vestingwerken van Sittard)

## Geschiedenis
De geschiedenis van de binnenstad komt overeen met de geschiedenis van de stad Sittard tot omstreeks het begin van de 20e eeuw. Pas vanaf die periode begon Sittard verder te groeien.

## Voorzieningen en bezienswaardigheden
De binnenstad heeft altijd zijn centrumfunctie voor Sittard en omgeving weten te behouden en geldt heden ten dage ook als het voornaamste centrum van de gemeente Sittard-Geleen. Hier bevinden zich diverse grote winkelstraten, een theater, musea, bezienswaardigheden en het spoorwegstation aan de spoorlijn Maastricht-Venlo (Station Sittard). Ook bevindt zich hier het voormalige stadhuis van de gemeente Sittard, dat tegenwoordig nog steeds het gemeentelijke bestuur en een afdeling burgerzaken huisvest. Tot 2009 was in de binnenstad tevens het Maaslandziekenhuis gelegen.
Sinds 2016 is Hogeschool Zuyd verhuisd naar een nieuw gebouw in de binnenstad, voorheen was deze ergens anders in de stad gevestigd.
De Markt is het centrale plein, waaraan de meeste horecagelegenheden zijn gelegen en waar vaak evenementen worden gehouden, zoals het jaarlijkse Scholierencarnaval. De belangrijkste winkelstraten zijn de Limbrichterstraat, de Walstraat, de Paradijsstraat, de Gruizenstraat, de Brandstraat, de Voorstad en de Steenweg. Het grootste gedeelte van de binnenstad is autoluw gemaakt.
Een groot deel van de Sittardse binnenstad is in 1972 verklaard tot rijksbeschermd gezicht. Verder bevindt zich hier een groot aantal rijksmonumenten, waaronder vele religieuze bouwwerken als de Sint-Petrus' Stoel van Antiochiëkerk, maar ook vele woonhuizen.
Zie ook de lijst van gemeentelijke monumenten in Sittard-Centrum.

## Fotogalerij

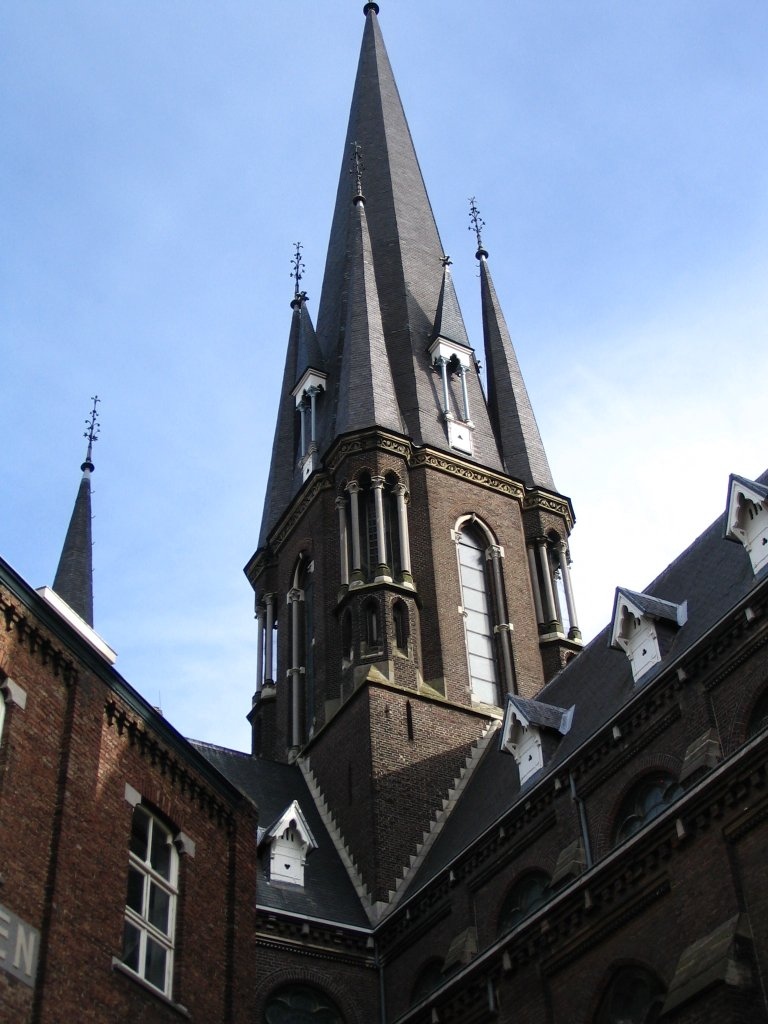
Basiliek van Onze-Lieve-Vrouw van het Heilig Hart
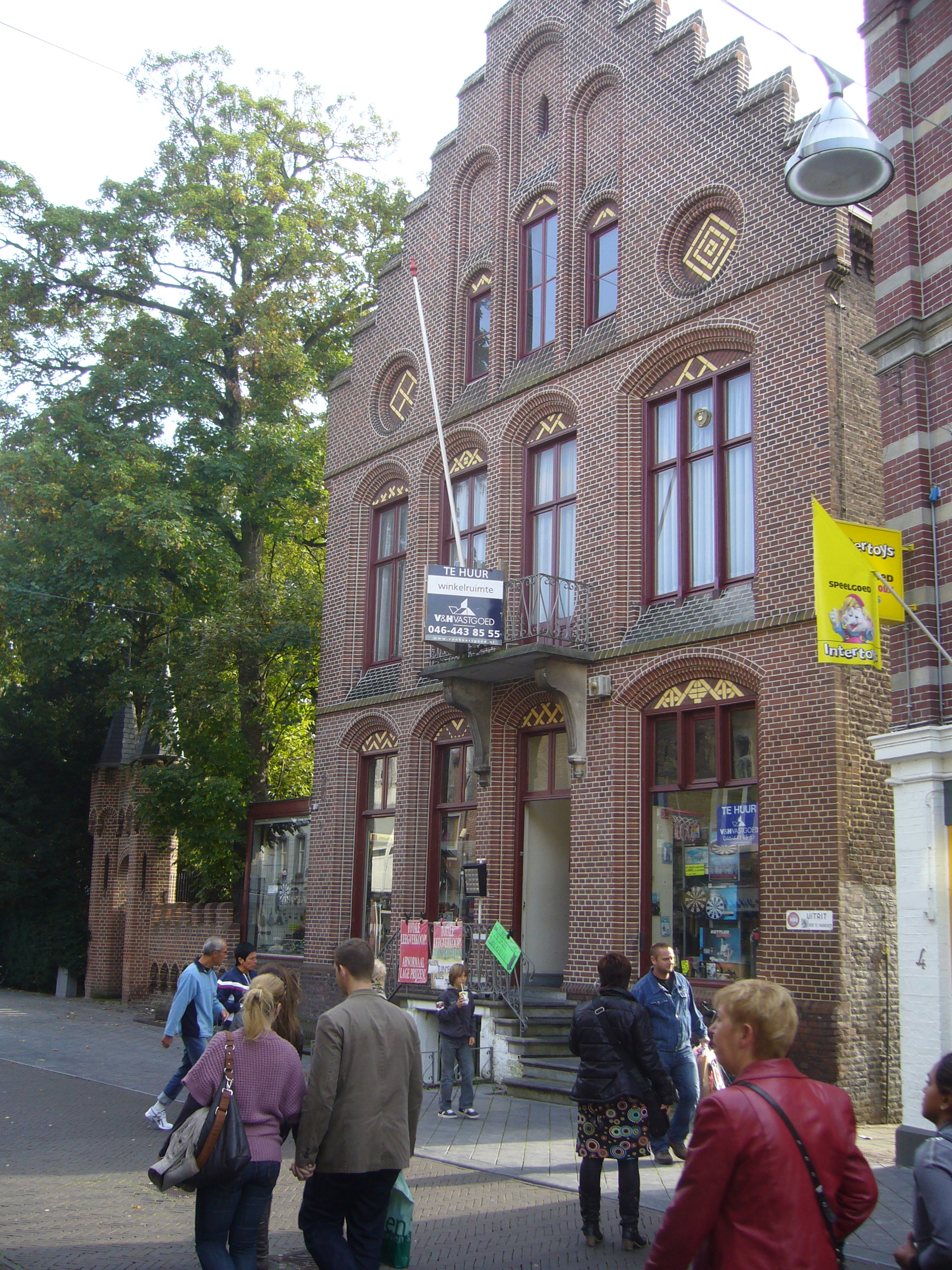
Monumentaal pand aan de Voorstad
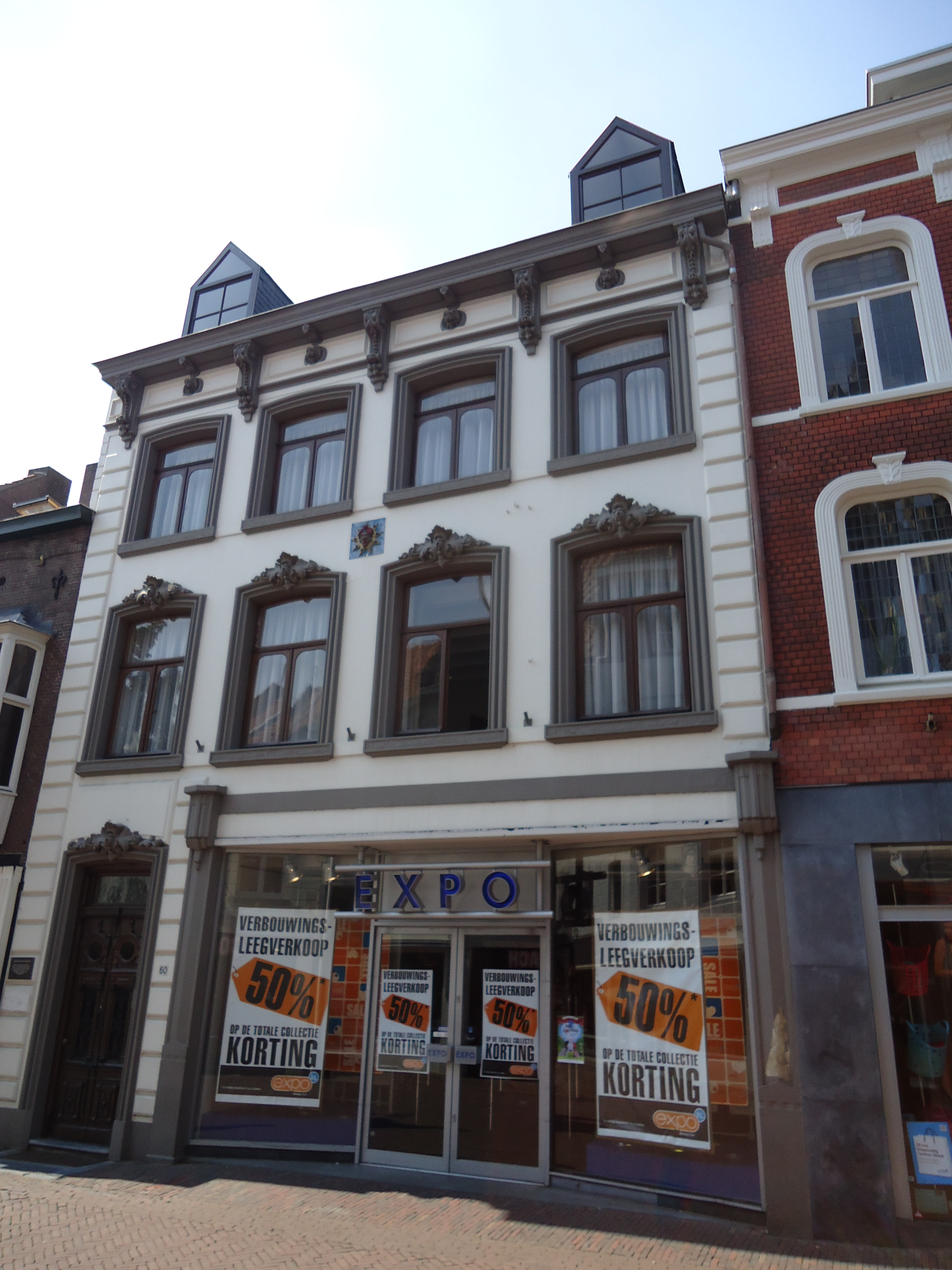
Monumentaal pand aan de Limbrichterstraat
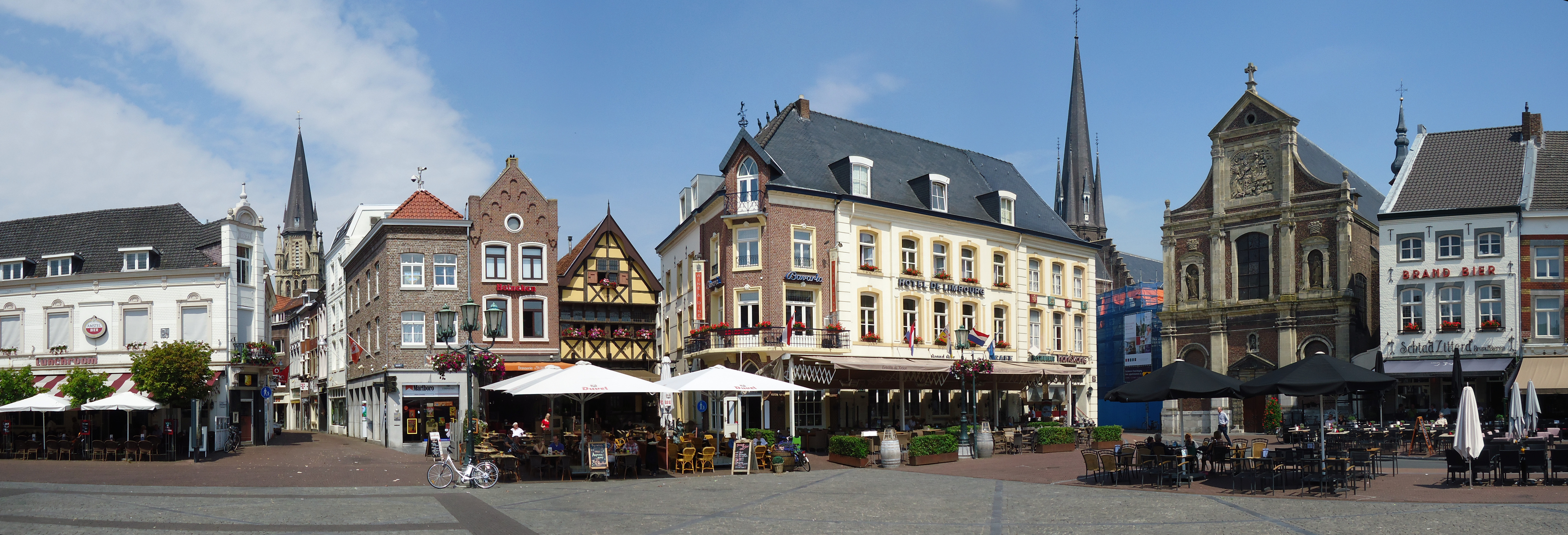
Monumentale panden aan de Markt

Steden: Geleen · Sittard

Dorpen: Born · Buchten · Einighausen · Grevenbicht · Guttecoven · Holtum · Limbricht · Munstergeleen · Obbicht · Papenhoven

Buurtschappen en gehuchten: Abshoven · Daniken · Graetheide · Harrecoven · Rosengarten · Schipperskerk · Windraak

Woonwijken: Baandert · Broeksittard · Geleen-Centrum · Geleen-Noord · Geleen-Zuid · Hondsbroek · Kemperkoul · Kluis · Kollenberg-Park Leyenbroek · Limbrichterveld · Lindenheuvel · Oud-Geleen · Overhoven · Sanderbout · Sittard-Centrum · Stadbroek · Vrangendael

Limburg: Steden en dorpen      Nederland: Provincies · Gemeenten